# 서울디지털콘텐츠고등학교
서울디지털콘텐츠고등학교(서울디지털콘텐츠學校)는 대한민국 서울특별시 강서구 방화동에 위치한 공립 특성화고등학교이다.

## 학교 연혁
- 1994년 3월 1일 : 강서공업고등학교 개교
- 1994년 3월 1일 : 초대 신흥균 교장 취임
- 1994년 3월 1일 : 건축설비과(2학급), 화학공업과(2학급), 환경공업과(2학급), 정보통신과(4학급) 총 4개과 10학급 540명
- 2011년 8월 8일 : 2013 교육청지원형 특성화고 선정
- 2013년 3월 1일 : 학과개편 친환경건축과, 친환경에너지화학과, u-정보통신과, 생활디자인과
- 2022년 1월 6일 : 제26회 졸업식 4개과 8학급 171명 졸업 (총 졸업생 7,654명)
- 2022년 3월 2일 : 제29회 입학식 4개과 7학급 107명 입학
- 2022년 9월 1일 : 제9대 마종락 교장 취임
- 2025년 3월 1일 : 서울디지털콘텐츠고로 교명 변경, 학과개편 건축과, 바이오환경에너지과, 스마트정보통신과, VR콘텐츠디자인학과, 영상콘텐츠디자인학과

## 설치 학과
- 스마트정보통신과
- 건축과
- 바이오환경에너지과
- VR콘텐츠디자인과
- 영상콘텐츠디자인과

## 참고 자료
- 서울디지털콘텐츠고등학교 - 한국교육학술정보원 학교알리미